# 俺たちがHUNGRY DAYS!!
『俺たちがHUNGRY DAYS!!』（おれたちがハングリー・デイズ）は、HUNGRY DAYSのファースト・アルバム。2005年2月9日に東芝EMIから発売された。

## 解説
2003年、YAMAHA TEENS’大賞を受賞した大阪出身のロックバンド、HUNGRY DAYSのファーストアルバム。

## 収録曲
1. 突き抜けろ俺たち
  - 作詞:・作曲:古河弘基
2. 明日に向かって
  - 作詞:・作曲:古河弘基・市道信義

ダウンタウンDXのエンディングテーマ、続・ボクらの太陽CMソング。
3. 大好きな人
  - 作詞:・作曲:古河弘基
4. 次の恋へ
  - 作詞:・作曲:市道信義・古河弘基
5. Don't study Don't school
  - 作詞:・作曲:古河弘基
6. 少年バンザイ
  - 作詞:・作曲:古河弘基
7. 夜空を越えて
  - 作詞:・作曲:古河弘基
8. バースデー
  - 作詞:古河弘基・田中康平、作曲:古河弘基
9. 青春16
  - 作詞:・作曲:古河弘基
10. 喜怒哀楽
  - 作詞:・作曲:古河弘基

映画「ビートキッズ」の主題歌。
11. 卒業のうた
  - 作詞:古河弘基・平義隆、作曲:古河弘基

「アッコとマチャミの新型テレビ」エンディングテーマ。